# 野馬分鬃
《野馬分鬃》（英語：Striding Into the Wind）是一部2020年上映的中國大陸電影。本片由魏書鈞執導，周遊、鄭英辰、王小木、佟林楷等主演。2020年，本片入圍第73屆坎城影展“首部長片”單元。2021年11月26日，本片在中國大陸上映。
该片讲述了即将大学毕业的阿坤，历经生活波折，在梦想与现实的碰撞中，依然选择无惧、无畏地奔向远方的故事。

## 演出
- 周游 饰：左坤
- 鄭英辰 饰：阿芝
- 王小木 饰：阿明
- 佟林楷 饰：童童

## 制作与发行
- 本片于2019年6月6日开机拍摄，同年7月20日杀青[5][6]。原定于2021年9月3日上映，后推迟到同年11月26日上映[2][7][8]。本片在中国大陆上映4天收获了963万元人民币的票房[9]。

## 获奖与提名
| 年份   | 颁奖礼                               | 奖项                     | 入围者       | 结果 | 参考          |
| ------ | ------------------------------------ | ------------------------ | ------------ | ---- | ------------- |
| 2020年 | 第73屆坎城影展                       | 首部長片                 | 魏书钧       | 提名 | [ 3 ] [ 10 ]  |
| 2020年 | 第26屆雅典國際電影節                 | “國際競賽”單元           |              | 提名 | [ 11 ] [ 12 ] |
| 2020年 | 第4屆平遙國際電影展                  | 費穆榮譽最佳男演員       | 周游         | 獲獎 | [ 13 ]        |
| 2020年 | 芝加哥影展                           | 新导演竞赛单元           |              | 提名 | [ 14 ]        |
| 2020年 | 第25屆釜山影展                       | “亞洲電影之窗”展映       |              |      |               |
| 2020年 | 第3届海南島國際電影節                | 年度影片                 | 《野马分鬃》 | 提名 | [ 16 ]        |
| 2020年 | 第3届海南島國際電影節                | 年度導演                 | 魏书钧       | 提名 | [ 16 ]        |
| 2020年 | 第3届海南島國際電影節                | 年度女演員               | 郑英辰       | 提名 | [ 16 ]        |
| 2020年 | 第3届海南島國際電影節                | 年度男演員               | 周游         | 提名 | [ 16 ]        |
| 2021年 | 2021年台北電影節                     | 國際新導演競賽           |              | 提名 | [ 17 ] [ 18 ] |
| 2024年 | 中国电影导演协会2020年至2023年度表彰 | 年度青年导演（2021年度） | 魏书钧       | 提名 |               |